# Малик Махмуд Систани
Малик Махмуд Систани (уб. 10 марта 1727) — влиятельный систанский аристократ, независимый правитель Мешхеда в 1722—1726 годах, самопровозглашенный шах Ирана.

## Путь к власти
В 1721/1722 году у Малик Махмуда Систани запросил поддержки, хотя бы символической, афганский правитель Мир Махмуд Хотаки, проводивший в это время военную кампанию против Сефевидского государства. Малик Махмуд ответил, что рассмотрит присоединение к Мир Махмуду, если тот установит свою власть в центральном Иране. Позже он решил направить четырехтысячное войско на помощь сефевидскому шаху Султан Хусейну, осаждаемому в Исфахане, но передумал, узнав, что Исфахан скоро будет взят Мир Махмудом, и получив от него дорогие подарки. Мир Махмуд обещал Малик Махмуду Систан и Хорасан, и он оставил Исфахан на произвол судьбы.
Малик Махмуд послал своего брата Малик Исхага Систани совершить рейд на Сабзавар, сам же направился по восточной дороге через Тун и Табас захватывать священный город Мешхед, столицу Хорасана. По дороге к нему присоединялось все больше солдат.  Имея артиллерию, Малик Махмуд захватил город, который был в руках повстанцев во главе с  Хаджи Мухаммедом. Последний был казнен по приказу Малик Махмуда.

## Правление, свержение и смерть
Многие из независимых военачальников, контролировавших разные части Хорасана, признали авторитет Малик Махмуда после захвата последним столицы региона. Надир, могущественный военачальник из Абиварда, также признал номинальную власть Малик Махмуда над своей территорией.
Малик Махмуд, объявивший себя потомком легендарной иранской династии Кайанидов, примерно в 1724 году провозгласил себя шахом и начал чеканить монеты от своего имени. Это привело к конфликту с Надиром, усилевшему свои позиции победоносными войнами против других военачальников. В 1726 году с целью подчинения региона в Хорасан прибыли безвластный сефевидский шах Тахмасп II и могущественный каджарский вождь Фатх-Али-хан со своим войском. Объединившись с войском Надира, они начали в конце сентября осаду Мешхеда. Боясь объединения Тахмаспа с Надиром против него, Фатх-Али-хан начал тайную переписку с Малик Махмудом, но был убит. Последний, решив, что после смерти Фатх-Али-хана шахское войско ослабло, направил свое войско на лагерь сефевидских лоялистов. Однако Надир разбил его войско, что сделало положение Малик Махмуда безнадежным. В ночь с 11 на 12 ноября в результате предательства военачальника Малик Махмуда Пир Мухаммеда сефевидские лоялисты во главе с Надиром ворвались в город. На следующее утро Малик Махмуд сдался и был пощажен.
Однако, вскоре, Малик Махмуд стал агитировать туркмен атаковать Мешхед, о чем узнал Надир. 10 марта 1727 года Малик Махмуд, его брат и племянник были казнены.